# 张北川
張北川是中国一名从事同性恋研究工作的学者，曾任青島大學醫學院附屬醫院性健康中心教授。在1989年時受到自己的老師秦士德因性傾向被人歧視的遭遇感召，投入同性戀研究工作。1994年，出版中国第一部研究同性恋现象的学术专著《同性愛》。在《同性愛》出版后，张北川收到了近千封来自中国古代同性恋者的信。这些信件以及秦士德的支持最终让张北川选择了抛弃青岛大学的工作投身同性恋研究以及艾滋病干预。在美國福特基金會支援下，張北川於1998年創辦針對同性戀族群项目《朋友》以及每月发行的小型愛滋病衛教刊物《朋友通信》。刊物一開始用郵寄以及志工分發宣傳。〈朋友通信〉後來也有網路版本。因其在中国为艾滋病教育、预防和关怀做出的突出贡献，张北川获得了由贝利马丁基金会颁发的2000年度贝利马丁奖。
张北川的《朋友》长年来受国际组织如福特基金会以及全国成千上万的同性恋朋友的慷慨资助，这本双月一期的小册子在福特基金的支持下坚持了 12 年，印数从最初的3000 册达到最多时16000 册，发往全 国31 个省市自治区，累计影响了数百万人次，2010 年春，《朋友通信》因福特基金撤资被迫停办。

## 言论
|  | 在我们的性文化里，把生育当作性的目的，把无知当纯洁，把愚昧当德行，把偏见当原则。 |

## 外部連結
- 张北川检举信和联合国专家的调查报告[]
- 張北川的Blog （页面存档备份，存于）
- 朋友通信　网络版

## 应用
1. 1 2  孟小捷. . 健康报. 2003-09-19. （原始内容存档于2006-01-28）.
2. ↑  易蓉蓉. . tech.sina.com.cn. 科学时报.   [2022-03-27]. （原始内容存档于2006-12-24）.
3. 1 2  李虎军. . news.sina.com.cn. 南方周末. 2001年11月30日  [2022-03-27]. （原始内容存档于2022-03-27）.
4. ↑  . news.qingdaonews.com. 青岛新闻网.   [2022-03-27]. （原始内容存档于2014-02-07）.